# Uleåborgs järnvägsstation
Uleåborgs järnvägsstation är en station i Uleåborg, Norra Österbotten. Stationen är en järnvägsknut för Österbottenbanan, Uleåborg-Torneå-banan och Uleåborg-Kontiomäki-banan. Stationen öppnades år 1886 och samma år stod byggnaden färdig.

## Historik
Stationsbyggnaden i nyrenässans ritades av Statsjärnvägarnas arkitekt Knut Nylander och färdigställdes 1886, samma år som förlängningen av Vasabanan från Seinäjoki till Uleåborg. Samtidigt färdigställdes också ett lokstall och en vagnverkstad. Stationsbyggnaden har byggts till i omgångar, bland annat 1922, efter ritningar av Statsjärnvägarnas chefsarkitekt Bruno Granholm. Restaurangbyggnaden blev klar 1930.
Trafiken och verksamheten vid Uleåborgs järnvägsstation ökade markant efter färdigställandet av Uleåborg–Torneå-banan 1903 och blev särskilt intensiv under första världskriget, med en livlig godstrafik, då Torneå var det rysk-finska järnvägsnätets slutstation. Förbindelsebanan österut till Kontiomäki och Nurmes, som diskuterats ändå sedan Uleåborgsbanans slutförande, blev klar först 1930. Virkestransporter utgjorde över 75 procent av trafiken på Nurmesbanan på 1930-talet, men minskade i takt med att transporter på vägnätet blev vanligare.

## Utveckling av stationsområdet
Uleåborgs resecenter är ett planerat byggnadskomplex i anslutning till Uleåborgs nuvarande järnvägsstation. Resecentret ersätter den nuvarande järnvägsstationen, med motsvarande tjänsteutbud för resenärer. Inom området kommer det också att finnas ett köpcentrum, restauranger med mera. Den nuvarande stationsbyggnaden och restaurangbyggnaden kommer att bevaras.
En enhällig jury utsåg i januari 2017 förslaget Tervatynnyrit ("Tjärtunnorna") som vinnare av arkitekturtävlingen för utveckling av Uleåborgs stationsområde. Förslaget har skapats av arkitektbyråerna Lahdelma & Mahlamäki Oy från Helsingfors och Arkitekterna m3 från Uleåborg.  I arbetsgruppen ingick också landskapsarkitektbyrån Näkymä Oy, Plaana Oy som ansvarat för trafikplaneringen samt byggnadsingenjörsbyrån Rimako Oy. Prisbeloppet var 50 000 €.

## Bildgalleri

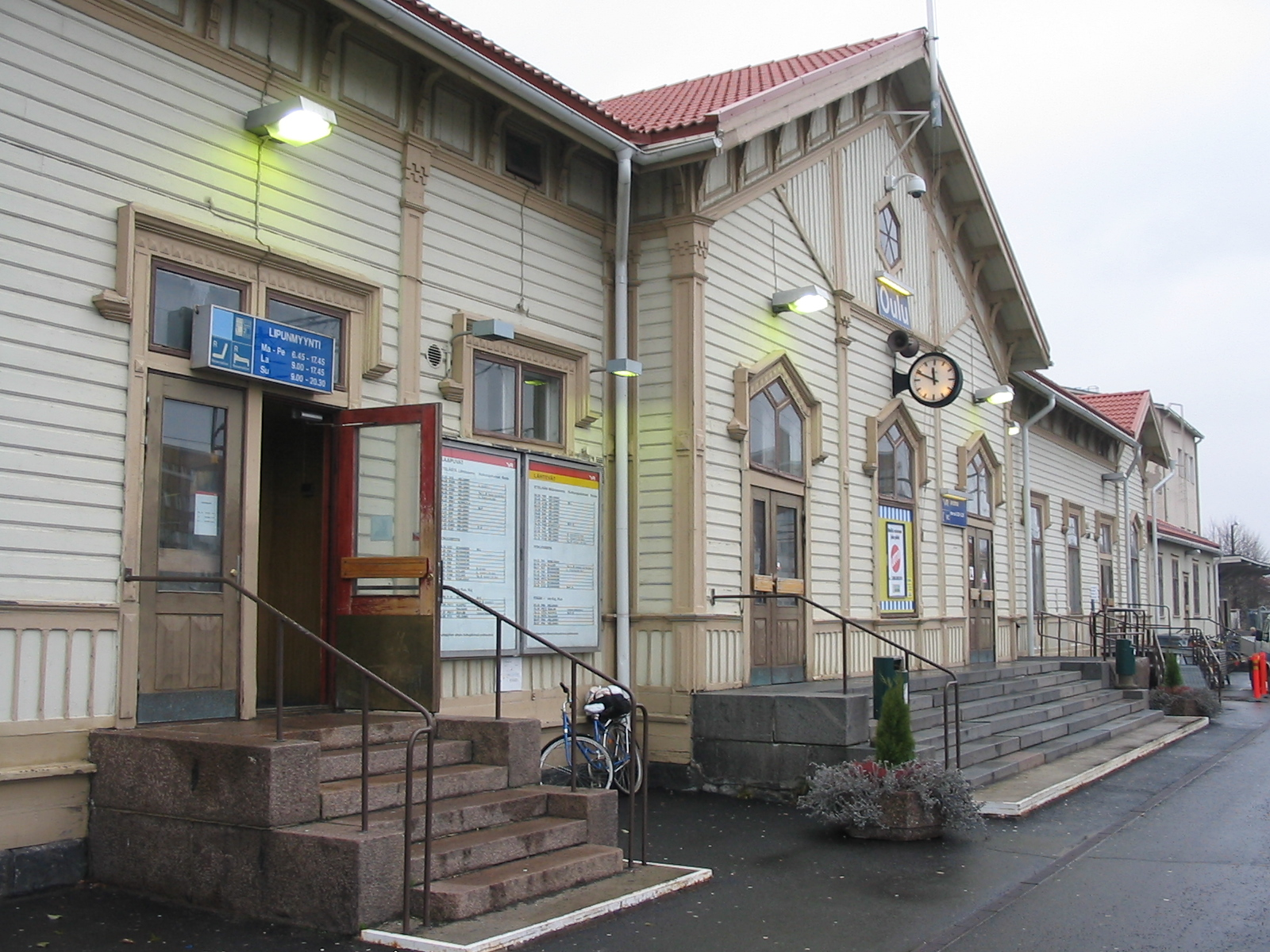
Fasaden sedd från spårområdet, 2005.
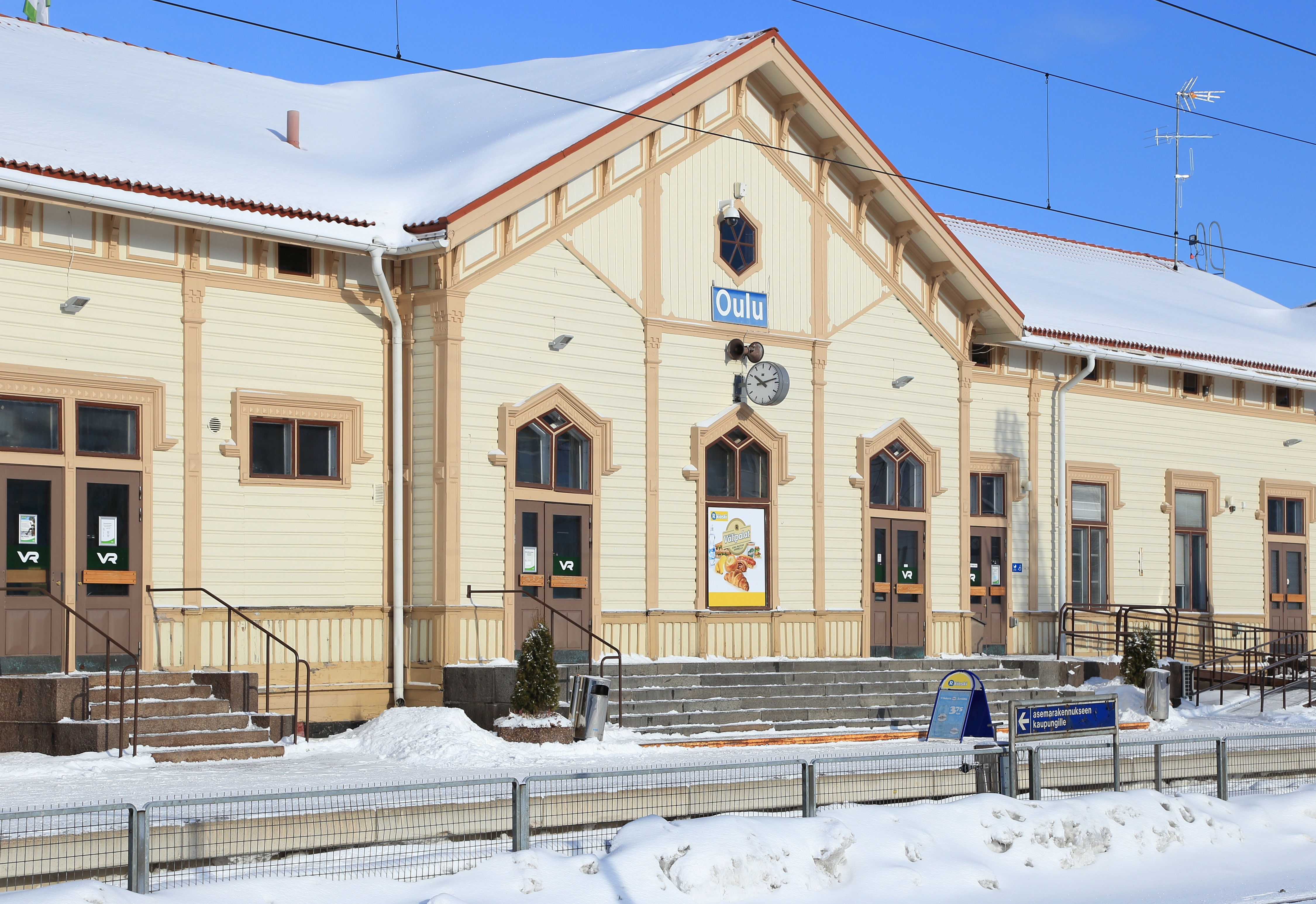
Fasaden sedd från spårområdet, 2018.
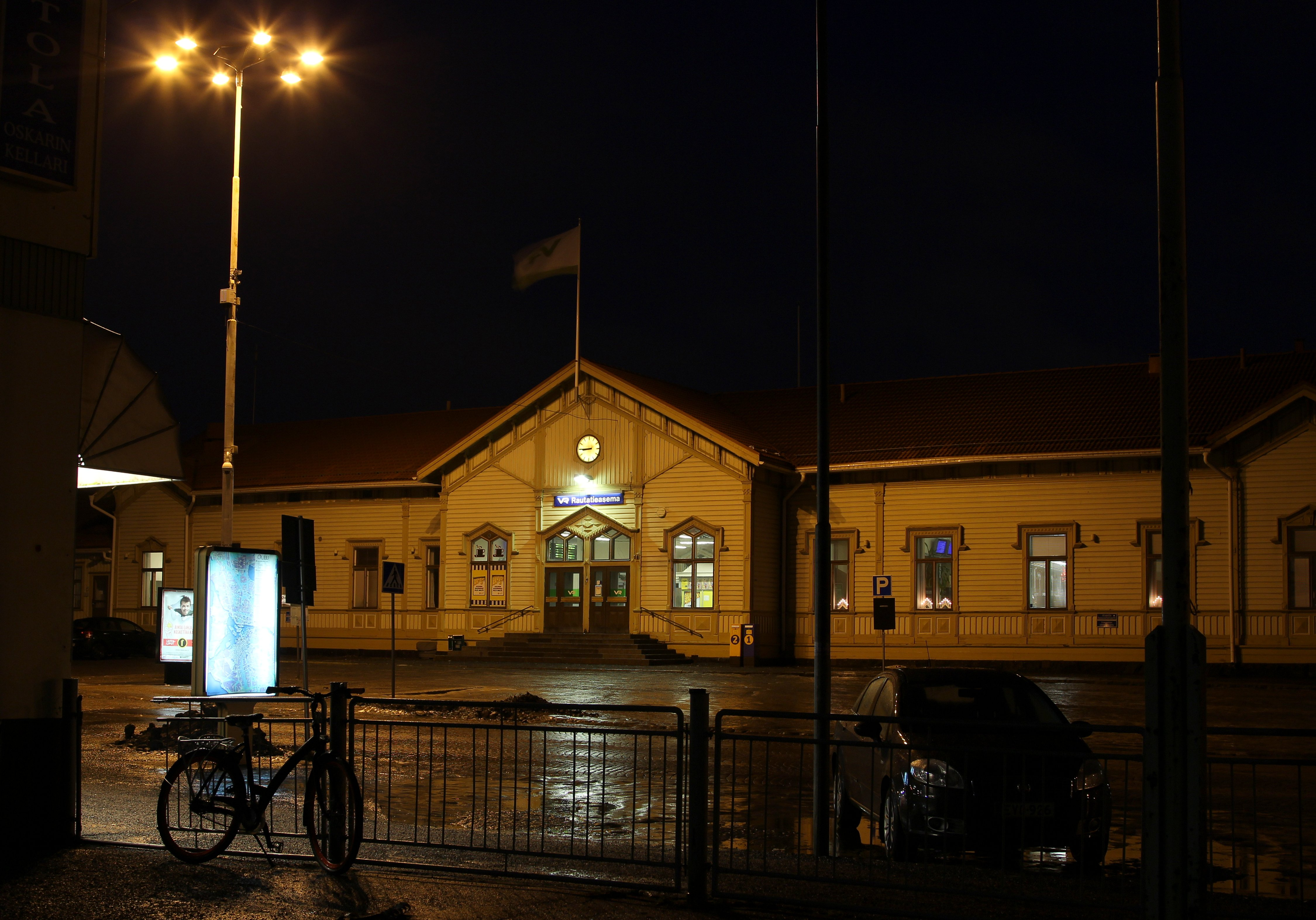
Ingången till stationen sedd från Järnvägsgatan, en vinterkväll 2013.
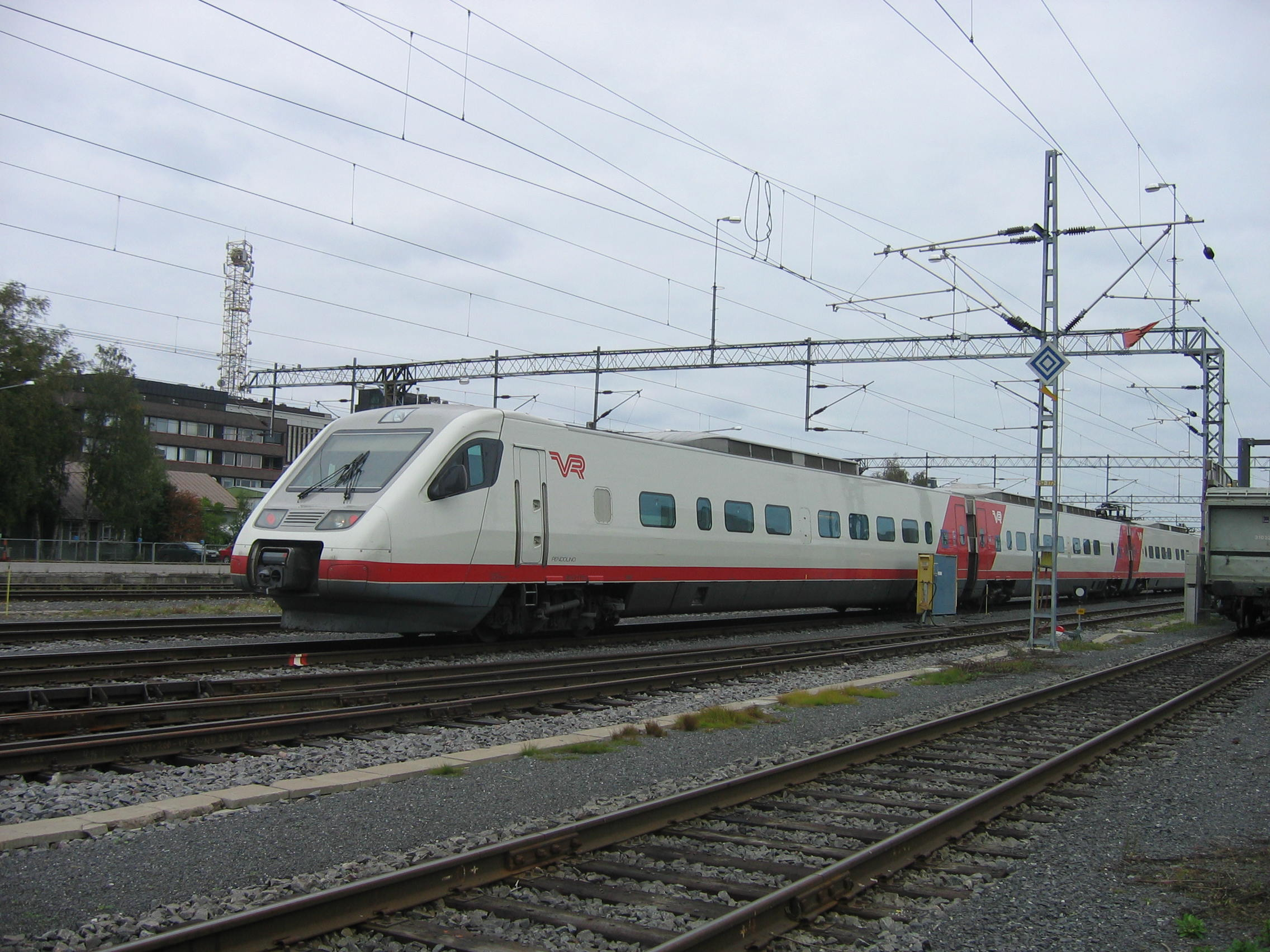
Pendolino-tåg vid stationens östra spår.
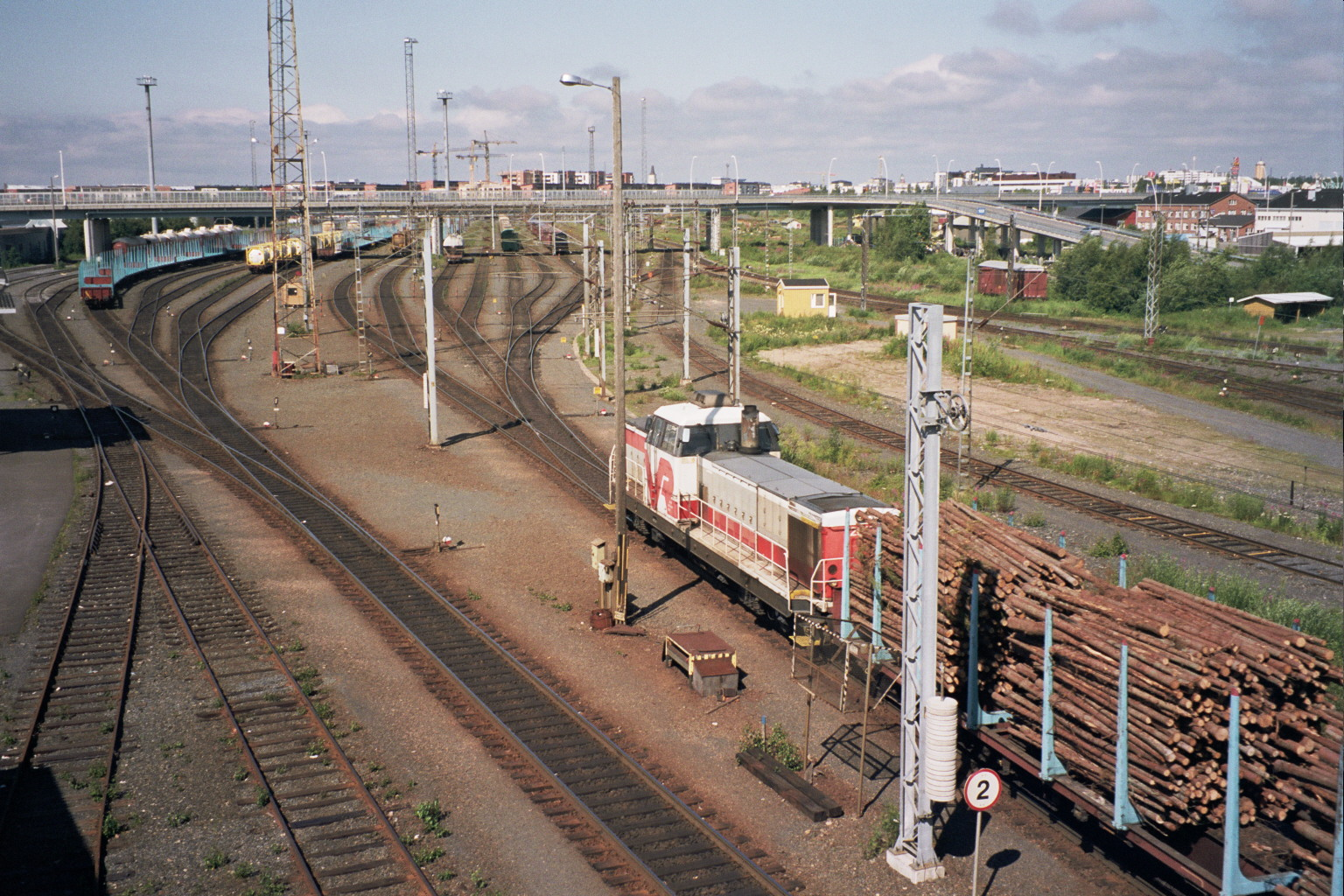
Virkestransport genom bangården, lok Dr16.
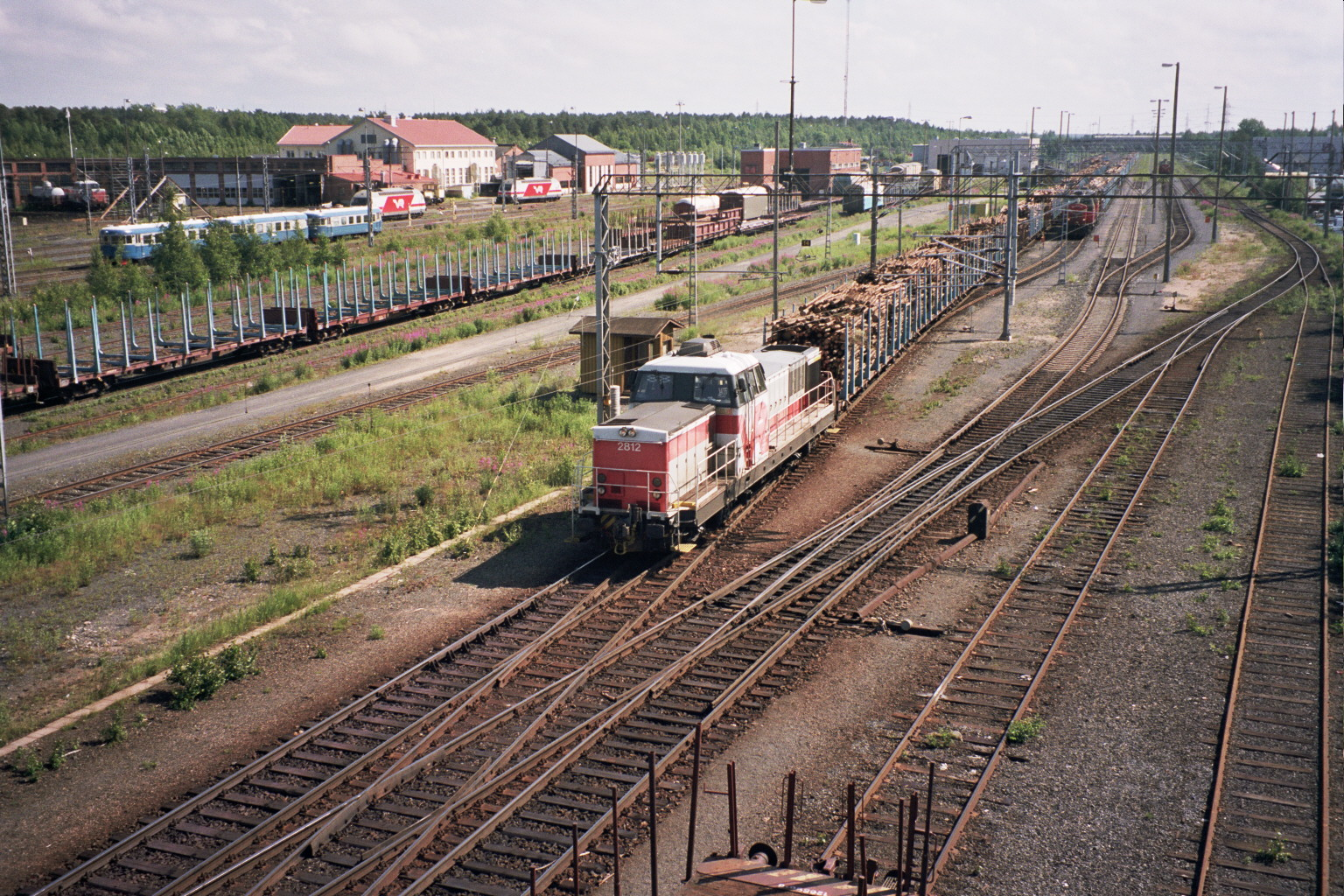
Virkestransport genom bangården.
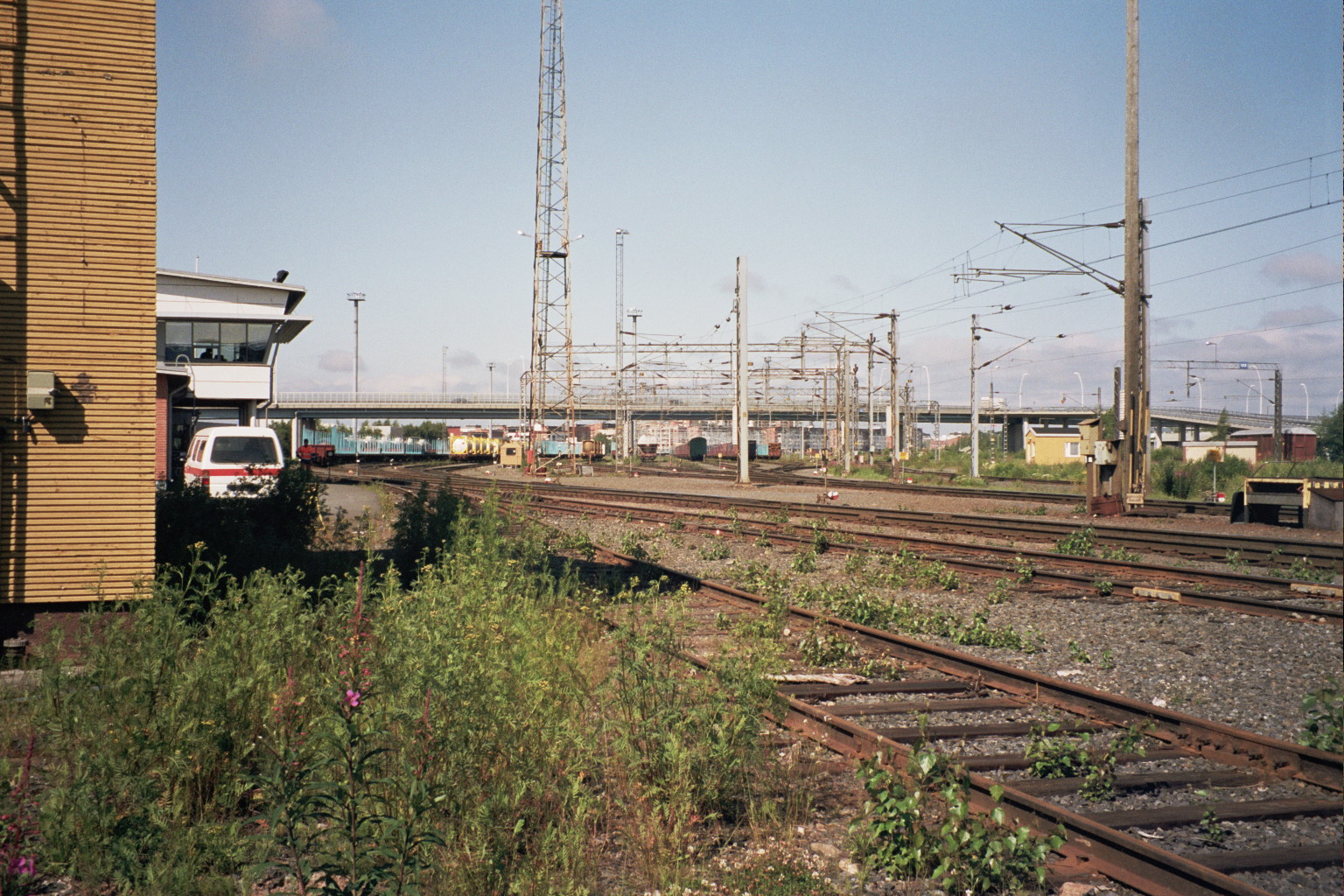
Del av bangården.
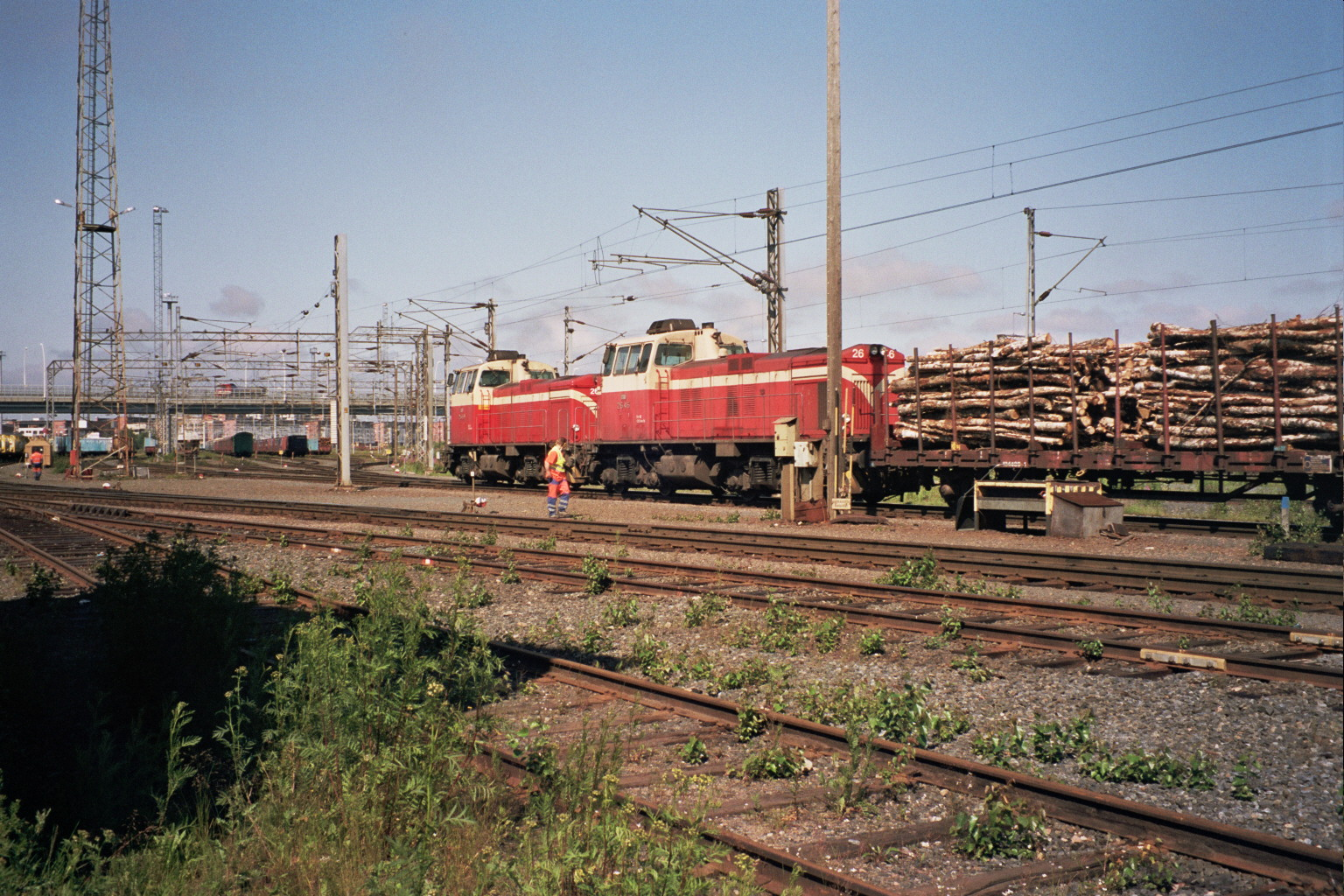
Virkestransport genom bangården, med dubbla Dv12-lok.
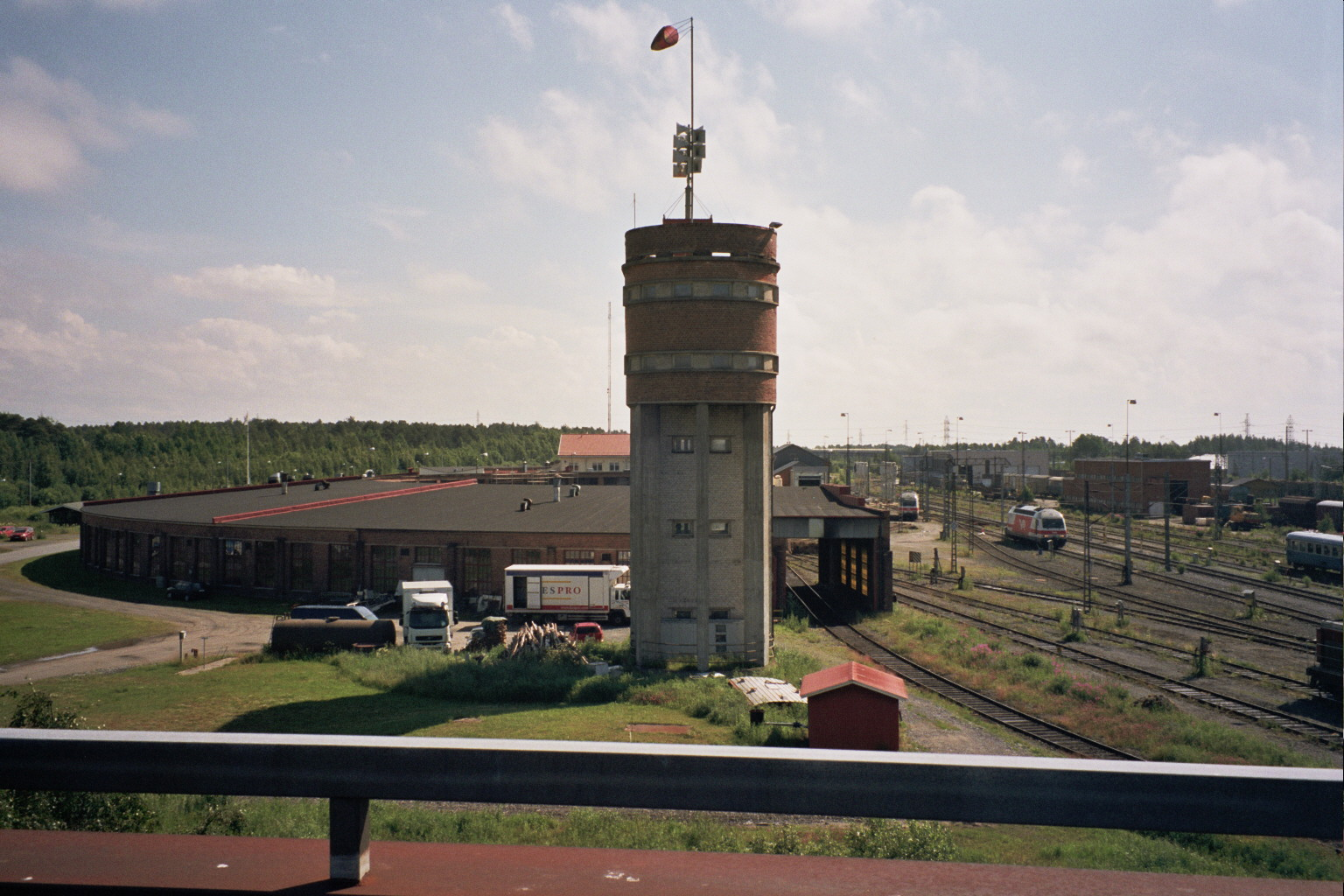
Lokstallet.
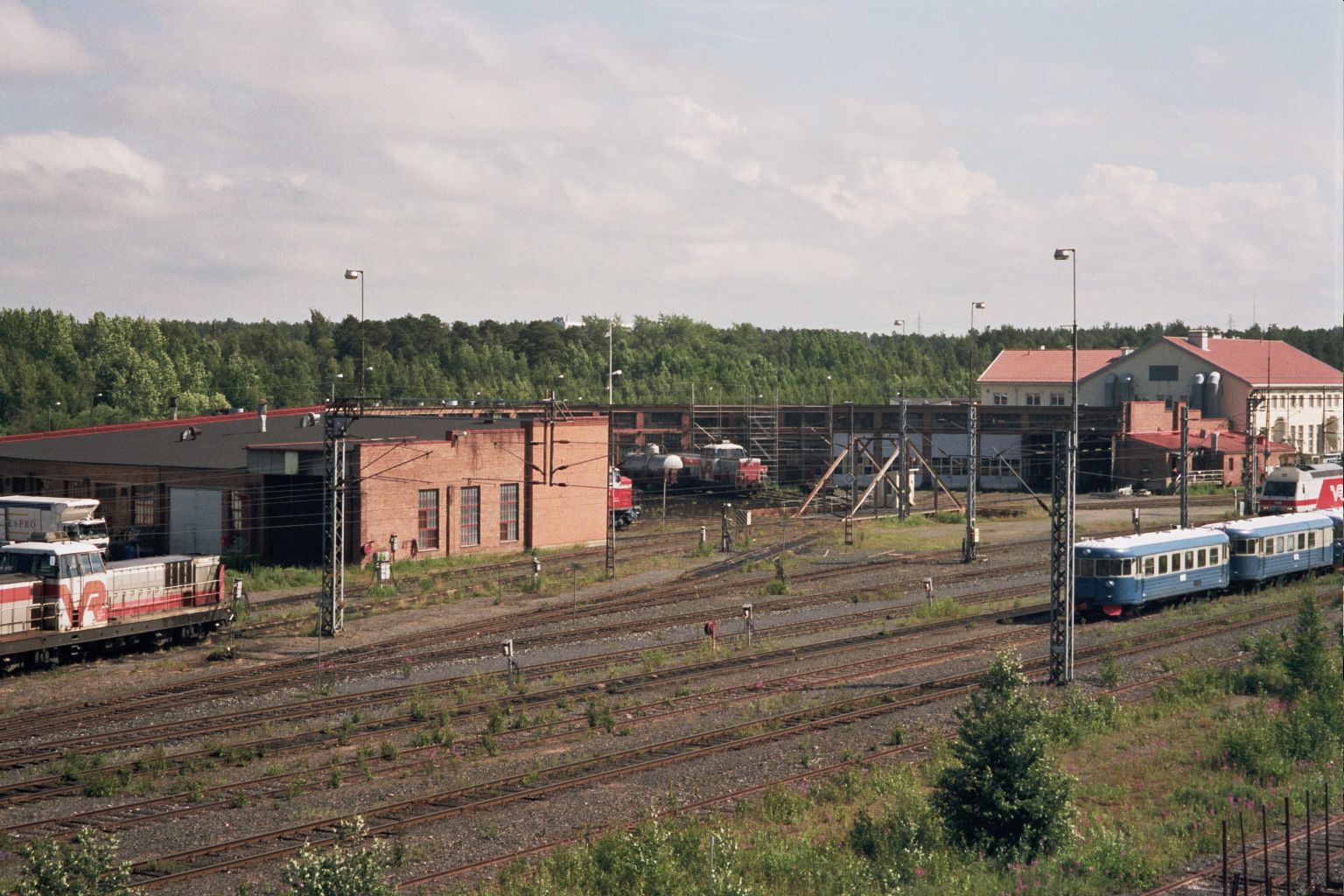
Lokstallet, med ett blått veterantåg längst till höger.